# Lara Magoni
Lara Magoni (* 29. Januar 1969 in Alzano Lombardo) ist eine italienische Politikerin und ehemalige Skirennläuferin. Ihr größter Erfolg war der Vizeweltmeistertitel im Slalom 1997.

## Biografie
Erste internationale Erfahrungen sammelte Magoni bei den Juniorenweltmeisterschaften 1986 und 1987, wo sie die Plätze zehn bzw. zwölf in der Abfahrt belegte. Im Europacup konnte sie ab der Saison 1985/86 im Super-G punkten. Im weiteren Verlauf ihrer Karriere entwickelte sie sich aber zu einer reinen Slalom- und Riesenslalomspezialistin.
Ihre ersten Punkte im Weltcup gewann Magoni am 2. Dezember 1990 mit Rang 15 im Slalom von Val Zoldana, der erste Top-Ten-Platz folgte am 12. Januar 1992 im Slalom von Schruns. Im Europacup konnte sie in der Saison 1991/92 die Gesamtwertung für sich entscheiden, wurde Dritte im Slalom und Sechste im Riesenslalom. Im Februar 1992 nahm sie erstmals an Olympischen Spielen teil und wurde im Slalom als beste Italienerin Zwölfte, im Riesenslalom fiel sie im zweiten Lauf aus.
Im Februar 1993 belegte Magoni bei den Weltmeisterschaften in Morioka-Shizukuishi die Plätze 16 im Riesenslalom und 20 im Slalom. Am 20. März 1993 gelang ihr mit dem vierten Platz in Vemdalen ihr bestes Riesenslalomergebnis im Weltcup. Bei den Olympischen Winterspielen 1994 wurde sie Siebente im Riesenslalom und 16. im Slalom. In der Weltcupsaison 1994/95 verschlechterten sich ihre Ergebnisse aber stark. Nur zweimal qualifizierte sie sich für einen zweiten Lauf. Auch im folgenden Winter kam sie oftmals nicht in den zweiten Durchgang, konnte sich aber immerhin zweimal unter den besten 15 im Slalom platzieren.
In der Saison 1996/97 startete Magoni fast nur noch im Slalom, fand wieder zu ihrer alten Form zurück und konnte ihre bisherigen Ergebnisse sogar noch deutlich überbieten. Am 4. Januar 1997 erreichte sie im Slalom von Maribor mit Rang drei erstmals das Podest, am 2. Februar fuhr sie in Laax auf den zweiten Platz. Höhepunkt der Saison waren die Weltmeisterschaften in Sestriere, wo Magoni hinter ihrer Landsfrau Deborah Compagnoni die Silbermedaille im Slalom gewann. Im Weltcup fuhr sie am 7. März in Mammoth Mountain ebenfalls auf das Podest und feierte im Slalom von Vail am 16. März 1997 ihren ersten und einzigen Weltcupsieg. Zum Abschluss dieser für sie erfolgreichsten Saison wurde sie noch Italienische Slalommeisterin.
In den folgenden Jahren konnte Magoni an diese Erfolge nicht mehr anknüpfen. 1997/98 erreichte sie drei Top-Ten-Platzierungen im Weltcup und belegte bei den Olympischen Spielen in Japan den 15. Slalomrang. In der Saison 1998/99 kam sie noch zweimal unter die besten zehn, bei den Weltmeisterschaften in Vail erreichte sie aber nur den 25. Platz im Slalom. Ihr letztes Weltcuprennen fuhr Magoni am 12. Dezember 1999 in Sestriere, danach gab sie ihren Rücktritt vom aktiven Skirennsport bekannt.

## Erfolge

### Olympische Winterspiele
- Albertville 1992: 12. Slalom
- Lillehammer 1994: 7. Riesenslalom, 16. Slalom
- Nagano 1998: 15. Slalom

### Weltmeisterschaften
- Morioka 1993: 16. Riesenslalom, 20. Slalom
- Sestriere 1997: 2. Slalom
- Vail/Beaver Creek 1999: 25. Slalom

### Juniorenweltmeisterschaften
- Bad Kleinkirchheim 1986: 10. Abfahrt, 20. Riesenslalom
- Hemsedal 1987: 12. Abfahrt

### Weltcup
- 4. Platz in der Slalomwertung 1996/97
- 4 Podestplätze, davon 1 Sieg (Slalom in Vail am 16. März 1997)

### Europacup
- Saison 1991/92: 1. Gesamtwertung, 3. Slalomwertung

### Italienische Meisterschaften
- Zweifache italienische Meisterin im Slalom 1997 und 1998